# شهرک عشایری خسرین
شهرک عشایری خسرین روستایی در دهستان دلگان بخش مرکزی شهرستان دلگان استان سیستان و بلوچستان ایران است

## جمعیت
بر پایه سرشماری عمومی نفوس و مسکن در سال ۱۳۹۵ جمعیت این روستا ۸۲۴ نفر (۱۹۳خانوار) بوده‌است.